# Пласт (град)
Пласт (на руски: Пласт) е град в Русия, административен център на Пластовски район, Челябинска област. Населението му към 1 януари 2018 година е 17 508 души.